# 관교여자중학교
관교여자중학교(官校女子中學校)는 대한민국 인천광역시 미추홀구 관교동에 있는 공립 중학교이다.

## 학교 연혁
- 1983년 12월 30일 : 도화여자중학교 설립인가 (21학급)
- 1984년 3월 1일 : 도화여자중학교 개교
- 1984년 3월 1일 : 초대 양재선 교장 취임
- 1987년 2월 14일 : 제1회 졸업식 (졸업생 457명)
- 1993년 6월 9일 : 학교 이전 (도화 2동에서 관교동으로)
- 1994년 3월 1일 : 관교여자중학교로 교명 변경
- 2007년 8월 17일 : 도서실, 영어교실 개관
- 2011년 3월 1일 : 독서토론 및 논술교육 중심학교 운영
- 2013년 3월 22일 : 과목중점형 교과교실제 신규지정
- 2016년 3월 1일 : 학교폭력예방을 위한 시지정 정책 연구학교 운영(2016~2017)
- 2019년 3월 4일 : 행복배움학교 1차년도 운영
- 2019년 3월 4일 : 자율 체육중심학교 운영
- 2019년 8월 2일 : 위클래스 확장 개관
- 2020년 3월 20일 : 학교공간혁신 미래교실 개관
- 2023년 3월 1일 : 제16대 신응식 교장 취임
- 2025년 2월 7일 : 제39회 졸업식(졸업생 187명, 누계 16,592명)

## 참고 자료
- 관교여자중학교 - 한국교육학술정보원 학교알리미